# (9246) Niemeyer
(9246) Niemeyer (1998 HB149) – planetoida z pasa głównego asteroid okrążająca Słońce w ciągu 3,6 lat w średniej odległości 2,35 j.a. Odkryta 25 kwietnia 1998 roku.